# Osher Davida
Osher Davida (in ebraico אושר דוידה‎?; Ashdod, 18 febbraio 2001) è un calciatore israeliano, attaccante del Maccabi Tel Aviv.

## Carriera

### Club
Cresciuto nel settore giovanile dell'Hapoel Tel Aviv, esordisce in prima squadra il 4 novembre 2019 disputando l'incontro di Ligat ha'Al perso per 1-2 contro il Maccabi Haifa.

### Nazionale
Nel maggio 2025 viene convocato per la prima volta in nazionale maggiore.

## Statistiche

### Presenze e reti nei club
Statistiche aggiornate al 26 gennaio 2025.
| Stagione                | Squadra                 | Campionato              | Campionato | Campionato | Coppe nazionali | Coppe nazionali | Coppe nazionali | Coppe continentali | Coppe continentali | Coppe continentali | Altre coppe | Altre coppe | Altre coppe | Totale | Totale |
| Stagione                | Squadra                 | Comp                    | Pres       | Reti       | Comp            | Pres            | Reti            | Comp               | Pres               | Reti               | Comp        | Pres        | Reti        | Pres   | Reti   |
| ----------------------- | ----------------------- | ----------------------- | ---------- | ---------- | --------------- | --------------- | --------------- | ------------------ | ------------------ | ------------------ | ----------- | ----------- | ----------- | ------ | ------ |
| 2019-2020               | Hapoel Tel Aviv         | LhA                     | 9          | 0          | CI+TC           | 1+2             | 0               |                    | -                  | -                  |             | -           | -           | 12     | 0      |
| 2020-2021               | Hapoel Tel Aviv         | LhA                     | 30         | 3          | CI+TC           | 5+1             | 0               |                    | -                  | -                  |             | -           | -           | 36     | 3      |
| 2021-2022               | Hapoel Tel Aviv         | LhA                     | 34         | 8          | CI+TC           | 1+4             | 0               |                    | -                  | -                  |             | -           | -           | 39     | 8      |
| Totale Hapoel Tel Aviv  | Totale Hapoel Tel Aviv  | Totale Hapoel Tel Aviv  | 73         | 11         |                 | 14              | 0               |                    | -                  | -                  |             | -           | -           | 87     | 11     |
| 2022-2023               | Standard Liegi          | PL                      | 23         | 0          | CB              | 0               | 0               |                    | -                  | -                  |             | -           | -           | 23     | 0      |
| 2023-2024               | Maccabi Tel Aviv        | LhA                     | 29         | 3          | CI+TC           | 3+3             | 1+1             | UECL               | 7                  | 0                  | -           | -           | -           | 42     | 5      |
| 2024-2025               | Maccabi Tel Aviv        | LhA                     | 21         | 2          | CI+TC           | 2+2             | 1+1             | UEL                | 11                 | 2                  | -           | -           | -           | 36     | 6      |
| Totale Maccabi Tel Aviv | Totale Maccabi Tel Aviv | Totale Maccabi Tel Aviv | 50         | 5          |                 | 10              | 4               |                    | 18                 | 2                  |             | -           | -           | 78     | 11     |
| Totale carriera         | Totale carriera         | Totale carriera         | 146        | 16         |                 | 24              | 4               |                    | 18                 | 2                  |             | -           | -           | 188    | 22     |

### Cronologia presenze e reti in nazionale
| Cronologia completa delle presenze e delle reti in nazionale ― Israele under 21 | Cronologia completa delle presenze e delle reti in nazionale ― Israele under 21 | Cronologia completa delle presenze e delle reti in nazionale ― Israele under 21 | Cronologia completa delle presenze e delle reti in nazionale ― Israele under 21 | Cronologia completa delle presenze e delle reti in nazionale ― Israele under 21 | Cronologia completa delle presenze e delle reti in nazionale ― Israele under 21 | Cronologia completa delle presenze e delle reti in nazionale ― Israele under 21 | Cronologia completa delle presenze e delle reti in nazionale ― Israele under 21 |
| Data                                                                            | Città                                                                           | In casa                                                                         | Risultato                                                                       | Ospiti                                                                          | Competizione                                                                    | Reti                                                                            | Note                                                                            |
| ------------------------------------------------------------------------------- | ------------------------------------------------------------------------------- | ------------------------------------------------------------------------------- | ------------------------------------------------------------------------------- | ------------------------------------------------------------------------------- | ------------------------------------------------------------------------------- | ------------------------------------------------------------------------------- | ------------------------------------------------------------------------------- |
| 12-11-2020                                                                      | Netanya                                                                         | Israele under 21                                                                | 1 – 1                                                                           | Macedonia del Nord under 21                                                     | Qual. Europeo Under-21 2021                                                     | -                                                                               | 86’                                                                             |
| 17-11-2020                                                                      | Marbella                                                                        | Spagna under 21                                                                 | 3 – 0                                                                           | Israele under 21                                                                | Qual. Europeo Under-21 2021                                                     | -                                                                               | 88’                                                                             |
| 2-9-2021                                                                        | Győr                                                                            | Ungheria under 21                                                               | 1 – 2                                                                           | Israele under 21                                                                | Qual. Europeo Under-21 2023                                                     | -                                                                               | 43’ 46’                                                                         |
| 7-9-2021                                                                        | Lublino                                                                         | Polonia under 21                                                                | 1 – 2                                                                           | Israele under 21                                                                | Qual. Europeo Under-21 2023                                                     | -                                                                               | 67’ 77’                                                                         |
| 7-10-2021                                                                       | Paderborn                                                                       | Germania under 21                                                               | 3 – 2                                                                           | Israele under 21                                                                | Qual. Europeo Under-21 2023                                                     | -                                                                               | 46’                                                                             |
| 10-10-2021                                                                      | Petah Tiqwa                                                                     | Israele under 21                                                                | 2 – 1                                                                           | Lettonia under 21                                                               | Qual. Europeo Under-21 2023                                                     | -                                                                               | 58’                                                                             |
| 11-11-2021                                                                      | Serravalle                                                                      | San Marino under 21                                                             | 0 – 4                                                                           | Israele under 21                                                                | Qual. Europeo Under-21 2023                                                     | 1                                                                               | 56’                                                                             |
| 16-11-2021                                                                      | Petah Tiqwa                                                                     | Israele under 21                                                                | 3 – 0                                                                           | Ungheria under 21                                                               | Qual. Europeo Under-21 2023                                                     | -                                                                               | 58’                                                                             |
| 24-3-2022                                                                       | Petah Tiqwa                                                                     | Israele under 21                                                                | 2 – 2                                                                           | Polonia under 21                                                                | Qual. Europeo Under-21 2023                                                     | -                                                                               | 46’                                                                             |
| 29-3-2022                                                                       | Petah Tiqwa                                                                     | Israele under 21                                                                | 0 – 1                                                                           | Germania under 21                                                               | Qual. Europeo Under-21 2023                                                     | -                                                                               | 46’                                                                             |
| 7-6-2022                                                                        | Petah Tiqwa                                                                     | Israele under 21                                                                | 2 – 0                                                                           | San Marino under 21                                                             | Qual. Europeo Under-21 2023                                                     | -                                                                               | 56’                                                                             |
| 29-9-2022                                                                       | Dublino                                                                         | Irlanda under 21                                                                | 1 – 1                                                                           | Israele under 21                                                                | Qual. Europeo Under-21 2023                                                     | -                                                                               | 79’                                                                             |
| Totale                                                                          |                                                                                 | Presenze                                                                        | 12                                                                              |                                                                                 | Reti                                                                            | 1                                                                               |                                                                                 |

## Palmarès
- Coppa Toto: 1

Maccabi Tel Aviv: 2024-2025